# Enganyapastors de les Palau
L'enganyapastors de les Palau (Caprimulgus phalaena) és una espècie d'ocell de la família dels caprimúlgids (Caprimulgidae) que habita boscos i matolls de les illes Palau a l'occident de les Carolines.